# Jean Magne
Pour les articles homonymes, voir Magne.
Jean Magne (né le 6 février 1913 à Chagny et mort pour la France le 27 mars 1958 à Hammam Bou Hadjar) est un militaire français, Compagnon de la Libération. Ralliant le général de Gaulle en Angleterre dès juin 1940, il participe aux campagnes d'Afrique du nord et à la libération de l'Italie et celle de la France au sein des Forces françaises libres. Restant dans l'armée après la guerre, il participe à la guerre d'Indochine puis à la Guerre d'Algérie au cours de laquelle il trouve la mort.
Il est l'un des douze compagnons de la Libération du  22e Bataillon de Marche nord-africain (22e BMNA).

## Biographie

### Bataille de France
Appelé sous les drapeaux en 1937, il effectue dix-huit mois de service militaire à l'issue desquels il est nommé sous-lieutenant de réserve. La guerre ayant commencé pendant la fin de son service, il participe à la bataille de France et est promu lieutenant le 1er février 1940. A l'appel du général de Gaulle, il décide de poursuivre le combat et embarque le 21 juin à Saint-Jean-de-Luz en direction de l'Angleterre. Après avoir débarqué à Plymouth le 23 juin, il rejoint les forces françaises libres et est affecté aux forces aériennes sur le terrain de St Athan (en) à proximité de Cardiff.

### Campagne d'Afrique du nord
Passé à l'armée de terre, il est projeté en Afrique où il prend le commandement de la compagnie de marche « Durif » à la tête de laquelle il participe à la bataille de Dakar. Il combat ensuite en octobre 1940 lors de la campagne du Gabon au sein du Bataillon de marche n° 1. Affecté au bataillon de tirailleurs du Gabon, il en commande successivement les 3e et 4e compagnies de février 1941 jusqu'au 25 juin 1942, date à laquelle il est promu capitaine et arrive à la tête d'une compagnie du  Bataillon de marche no 8. Le 18 août 1943, il devient le commandant de la compagnie antichars du bataillon de marche no 24 puis à partir du 24 septembre passe au 22e bataillon de marche nord-africain avec lequel il participe à la campagne de Tunisie jusqu'au 17 avril 1944.

### Libération de l'Italie et de la France
Le 20 avril 1944, il débarque à Naples en tant que commandant en second de la Compagnie Lourde du 22e Bataillon de Marche Nord-Africain. Il combat en Italie jusqu'au 6 août et se retrouve cité à l'ordre de l'armée. Lors du débarquement de Provence, il retrouve le sol français le 17 août à Cavalaire. Il participe aux combats de la libération de Toulon puis, remontant vers le nord, à la bataille d'Alsace. À la fin de la guerre, il fait le choix de rester sous les drapeaux. Le 1er juin 1945, il est intégré dans l'armée d'active et confirmé à son grade de capitaine,.

### Carrière d'après-guerre
En service en Afrique Équatoriale française du 28 octobre 1948 au 3 août 1951, il entre ensuite comme stagiaire à l'École supérieure de guerre le 9 juin 1952. Il est promu chef de bataillon en octobre 1953 et obtient son Brevet d'Études Militaires Supérieures en juillet 1954. Il sert en Indochine pendant deux ans du 15 août 1954 au 14 août 1956 avant d'être projeté en Algérie. En décembre 1956, à Oran, il prend le commandement du 2e bataillon du 8e régiment d'infanterie coloniale,. Le 27 mars 1958, alors qu'il circule en Jeep au sud de Hammam Bou Hadjar dans le cadre d'une opération, son véhicule saute sur une mine. Jean Magne et son chauffeur sont tués sur le coup. D'abord inhumé à Aïn Témouchent, son corps est ensuite rapatrié en France où il repose à Nice, au cimetière de Caucade.

## Décorations
|             |  |  |  |  |  |
| Silver star |  |  |  |  |  |
|             |  |  |  |  |  |

| Officier de la Légion d'Honneur                                      | Officier de la Légion d'Honneur                                      | Compagnon de la Libération                              | Compagnon de la Libération                                                  | Croix de Guerre 1939-1945 Avec trois palmes                                 | Croix de Guerre 1939-1945 Avec trois palmes                                 |
| Croix de la valeur militaire Avec deux palmes et une étoile d'argent | Croix de la valeur militaire Avec deux palmes et une étoile d'argent | Croix du combattant                                     | Croix du combattant                                                         | Médaille coloniale Agrafe « AFL »                                           | Médaille coloniale Agrafe « AFL »                                           |
| Médaille commémorative française de la guerre 1939-1945              | Médaille commémorative française de la guerre 1939-1945              | Médaille commémorative française de la guerre 1939-1945 | Médaille commémorative des opérations de sécurité et de maintien de l'ordre | Médaille commémorative des opérations de sécurité et de maintien de l'ordre | Médaille commémorative des opérations de sécurité et de maintien de l'ordre |

## Hommages
Jean Magne a son nom sur le mémorial commémoratif des douze compagnons de la Libération originaires de Saône-et-Loire inauguré le 16 octobre 2021 à Buxy.